# Рудник Кургашинкан
Рудник Кургашинкан – колишній гірничодобувний майданчик на сході Узбекистану.
Рудопрояв Кургашинкан виявили у 1925 році, а з 1931-го розгорнулась більш масштабна розвідка, яка дозволила визнати наявність повноцінного свинцево-цинкового родовища. Рудник для розробки Кургашинкан створили в 1951-му і в 1954-му він видав першу продукцію.
Розробкою спершу опікувався Алтин-Топканський свинцево-цинковий комбінат (також займався розробкою таджицького родовища Алтин-Топкан), що з 1967-го став Алтин-Топканським рудоуправлінням новоствореного Алмалицького гірничо-металургійного комбінату. Відповідно, руду для підготовки спрямовували на свинцево-цинкову збагачувальну фабрику комбінату.
В 1994-му через вичерпання запасів рудник Кургашинкан закрили, втім, є відомості, що фактично роботи припинили ще в 1983-му. 
Розробка велась відкритим способом, при цьому на момент її завершення глибина кар’єру досягнула 220 метрів, а об’єм чаші кар’єру становив біля 100 млн м3. Станом на 2011 рік глибина затоплення складала 168 метрів при об’ємі кар’єрних вод 23,6 млн м3.